# Ostomía
Una ostomía es un procedimiento quirúrgico en la que se realiza una apertura (estoma) para un órgano hueco.
Se presentan varios casos: 
1a. A nivel del sistema digestivo en la pared abdominal (duodenostomía, yeyunostomía, ileostomía, y colostomía) para dar salida al contenido intestinal. 
1b. Directamente en el estómago (gastrostomía) como vía alterna a la boca y dar soporte alimentario. 
2. En el sistema urinario, los estomas se pueden encontrar en área lumbar (nefrostomías) o pelvicoabdominal (ureterostomias, vesicostomía) que permiten la salida de la orina. 
3. A nivel respiratorio también como parte de la terapia de recuperación para ayudar en el intercambio de gases (traqueostomía), como orificio de emergencia en la membrana cricotiroidea (cricotiroidotomía) y como tratamiento de urgencia directamente en los pulmones (toracotomía). Cabe aclarar que la traqueotomía es el procedimiento; mientras que la traqueostomía es el resultado.
Una persona sometida a una cirugía de Ostomía recibe el nombre de ostomizado.

## Dispositivos de ostomía especialmente para colostomías, ileostomías y urostomías
Se pueden clasificar en:
- De una pieza: una bolsa que se pega a la piel mediante un adhesivo. Es adecuado para heces sólidas e infrecuentes, seguramente el caso de las colostomías, ya que la piel sufre cada vez que una bolsa se despega para reemplazar
- De dos piezas: en este caso la bolsa no se pega sobre la piel, sino que se coloca sobre una placa que es la que va pegada al abdomen, por lo que se puede cambiar la bolsa cuantas veces se quiera sin dañar la piel. La placa puede mantenerse durante varios días sin cambiarla. Son adecuados para pieles sensibles y en caso de que se necesite reposo de la piel periestomal. La forma de unir la bolsa a la placa puede ser mediante un anillo de plástico rígido o bien pegada también. El inconveniente de este sistema es que si la placa es muy rígida no se adapta a la curvatura del abdomen y se puede despegar más fácilmente. El sistema de pegar también la bolsa a la placa hace posible que la placa también sea flexible y se adapte mejor a la forma del abdomen.
- De tres piezas: similar al anterior con anillo de plástico, pero con un clip de seguridad.

A su vez las bolsas pueden ser:
- Abiertas: disponen de un clip para abrirla y vaciarla sin despegarla de la piel o la placa. Más adecuadas para las ileostomías, que evacúan mucho y llenan la bolsa con frecuencia. Poder abrir y vaciar la bolsa evita tener que despegar la bolsa de la piel para cambiarla. También es una ventaja en caso de los dispositivos de dos piezas, ya que cuando la zona de adherencia de la placa con la bolsa ya esta sucia y usada las bolsas pegan peor, por lo que puede ser mejor no despegar la primera que se colocó con la placa limpia y mantenerla todo el tiempo que sea posible.
- Cerradas: no se pueden abrir de ninguna manera. Cuando se llenan no hay más remedio que cambiarlas. Más adecuadas para las colostomías que evacúan con menos frecuencia.
- Con válvula de vaciado: disponen de un grifo para poderse vaciar. Más adecuadas para urostomías dado que, la salida permanente de orina, obliga a un frecuente vaciado de la misma.